# Pycnonotus tricolor
A Pycnonotus tricolor a madarak osztályának verébalakúak (Passeriformes) rendjébe és a bülbülfélék (Pycnonotidae) családjába tartozó faj.

## Rendszerezése
A fajt Gustav Hartlaub német ornitológus írta le 1862-ben, az Ixos nembe Ixos tricolor néven. Egyes rendszerezők a barna bülbül (Pycnonotus barbatus) alfajaként sorolják be Pycnonotus barbatus tricolor néven.

## Alfajai
- Pycnonotus tricolor layardi Gurney, 1879
- Pycnonotus tricolor spurius Reichenow, 1905
- Pycnonotus tricolor tricolor (Hartlaub, 1862)[2]

## Előfordulása
Angola, Botswana, Csád, Kamerun, a Közép-afrikai Köztársaság, a Kongói Köztársaság, a Közép-afrikai Köztársaság, Etiópia, Gabon, Egyenlítői-Guinea, Namíbia, Uganda, Szudán, Tanzánia, Zambia és Zimbabwe területén honos.

## Életmódja
Gyümölcsökkel, szirmokkal, nektárral, vetőmagokkal és ízeltlábúak táplálkozik.
|  |  |  |

## Szaporodása
Fészekalja 2-3 tojásból áll, melyen a tojó körülbelül 12-15 napig kotlik, míg a hím eteti őket.

## Természetvédelmi helyzete
A Természetvédelmi Világszövetség Vörös listáján nem szerepel.